# Temerario nato
Temerario nato (Born Reckless) è un film del 1930 diretto da Andrew Bennison e John Ford. Il film è conosciuto in Italia anche con il titolo I vampiri .
È un film di gangster statunitense che vede come interpreti principali Edmund Lowe, Catherine Dale Owen e Frank Albertson. È basato sul romanzo Louis Beretti di Donald Henderson Clarke.

## Produzione
Il film, diretto da Andrew Bennison e John Ford su una sceneggiatura di Dudley Nichols con il soggetto di Donald Henderson Clarke (autore del romanzo), fu prodotto da James Kevin McGuinness per la Fox Film Corporation.

## Distribuzione
Il film fu distribuito con il titolo Born Reckless negli Stati Uniti dal 6 giugno 1930 (première l'11 maggio 1930) al cinema dalla Fox Film Corporation.
Alcune delle uscite internazionali sono state:
- in Messico il 15 febbraio 1976 (John Ford Festival)
- in Argentina (El intrépido)
- in Spagna (El intrépido)
- in Brasile (Galanteador Audaz, versione originale sottotitolata)
- in Grecia (Gennimenos atromitos)
- in Italia (Temerario nato)

## Promozione
La tagline è: "THE MASTER MIND OF GANGDOM GETS A CHANGE OF HEART!".

## Critica
Secondo il Morandini il film è "un gangster movie Fox che scivola in un melodramma familiare di redenzione piuttosto statico e verboso. I temi cari a Ford non mancano, ma la sua mano si nota soltanto nella sequenza di apertura.".